# 1209
Évszázadok: 12. század – 13. század – 14. század
Évtizedek: 1150-es évek – 1160-as évek – 1170-es évek – 1180-as évek – 1190-es évek – 1200-as évek – 1210-es évek – 1220-as évek – 1230-as évek – 1240-es évek – 1250-es évek
Évek: 1204 – 1205 – 1206 – 1207 –  1208 – 1209 – 1210 – 1211 – 1212 – 1213 – 1214

## Események

### Határozott dátumú események
- október 4. – IV. Ottó német-római császárrá koronázása (1218-ig uralkodik).

### Határozatlan dátumú események
- A katharok (albigensek) elleni keresztes háború kezdete.
- A galíciaiak kiűzik országukból Korlátfia Benedek vajdát, a II. András által Galícia élére kinevezett herceget.
- Dán keresztes-hadjárat észt Saaremaa-szigetre.
- A király ellenfelei követet küldenek Bizáncba III. Béla Géza nevű testvérének fiaiért, a követet azonban elfogják.
- III. Ince pápa kiátkozza János angol királyt, mivel az megtagadta a pápa által kinevezett canterburyi érsek elismerését. Erre csaknem valamennyi püspök elhagyja az országot.
- A ferences rend alapítása.
- Oxfordból menekülő tudósok egy csoportja megalapítja a Cambridge-i Egyetemet.
- Dzsingisz kán serege meghódítja Turkesztánt.
- A párizsi szinódus megtiltja Arisztotelész fizikai tanainak terjesztését.
- Róbert fehérvári prépost kerül a veszprémi egyházmegye élére, mint választott és megerősített püspök.[1]

## Születések
- Richárd cornwalli herceg, választott német király († 1272)

## Halálozások
- február 2. – II. Alfonz, provence-i gróf (* 1180)
- május 16. – Csi Kung kínai buddhista szerzetes (* 1133)
- június 2. – Heinrich von Tunna, a Német Lovagrend nagymestere (* ?)
- november 12. – Philippe du Plaissis, a Templomos Lovagrend nagymestere (* 1165)

Bizonytalan dátum
- Walter Map, walesi származású író (* 1140)
- Fakhr al-Din al-Razi, perzsa teológus, író (* 1149)
- Nizámí Gandzsaví, perzsa költő (* 1141)
- I. Vilmos avagy Guillaume de Champlitte,  Morea fejedelme (* ?)